# حبیب‌آباد (نهاوند)
حبیب‌آباد (نهاوند)، روستایی از توابع بخش خزل شهرستان نهاوند در استان همدان ایران است.

## جمعیت
این روستا در دهستان سلگی قرار دارد و براساس سرشماری مرکز آمار ایران در سال ۱۳۹۵، جمعیت آن ۴۲۶ نفر (۱۳۳خانوار) بوده‌است.